# NGC 2895
NGC 2895 је спирална галаксија у сазвежђу Велики медвед која се налази на NGC листи објеката дубоког неба.
Деклинација објекта је + 57° 28' 59" а ректасцензија 9h 32m 24,8s. Привидна величина (магнитуда) објекта NGC 2895 износи 14,0 а фотографска магнитуда 14,7. NGC 2895 је још познат и под ознакама MCG 10-14-18, CGCG 289-9, PGC 27092.